# 293-as busz (Budapest)
A budapesti 293-as jelzésű autóbusz (korábbi nevén Pestszentimre-busz) 2004 és 2009 között közlekedett, Pestszentimre, központ és Pestszentlőrinc, Szakorvosi rendelőintézet között.

## Története
2004. október 4-én indult a járat Pestszentimre-busz néven, amely Pestszentimre központjától a pestszentlőrinci rendelőintézetig közlekedett. A 2008-as paraméterkönyv bevezetésének első ütemében, augusztus 21-én a 293-as számjelzés kapta. 2009. december 31-én üzemzárással megszűnt, mert Pestszentimre önkormányzata felmondta a szolgáltatói szerződést.

## Útvonala
| Pestszentlőrinc, Szakorvosi Rendelőintézet felé | Pestszentimre, központ felé |
| --- | --- |
| Pestszentimre, központ vá. – Dózsa György utca – Ültetvény utca, forduló – Dózsa György utca – Nemes utca – Királyhágó utca – Halomi út – Száva utca – Szabadka utca – Sallai Imre utca – Gilice tér – Sallai Imre utca – Kele utca – Kinizsi Pál utca – Baross utca – Kossuth Lajos utca – Városház utca – Thököly út – Pestszentlőrinc, Szakorvosi Rendelőintézet vá. | Pestszentlőrinc, Szakorvosi Rendelőintézet vá. – Thököly út – SZTK szervizút – Regény utca – Haladás utca – Petőfi utca – Gilice tér – Sallai Imre utca – Szabadka utca – Száva utca – Halomi út – Királyhágó utca – Nemes utca – Pestszentimre, központ vá. |

## Megállóhelyei
| 0  | Pestszentimre, központ végállomás                     | 22 | 54, 55, 84E, 89E, 94E, 166, 166A, 266, 293I, 294E Pestszentimre |
| 1  | Szélső utca                                           | ∫  | 54, 166                                                         |
| 2  | Lajos utca                                            | ∫  | 54, 166                                                         |
| 3  | Pestszentimre, Ültetvény utca                         | ∫  | 54, 166                                                         |
| 3  | Ültetvény utca                                        | ∫  | 54, 166                                                         |
| 4  | Ózon utca                                             | ∫  | 54, 166                                                         |
| 5  | Szélső utca                                           | ∫  | 54, 166                                                         |
| 6  | Pestszentimre, központ                                | 20 | 54, 55, 84E, 89E, 94E, 166, 166A, 266, 293I, 294E Pestszentimre |
| 7  | Ady Endre utca                                        | 19 | 84E, 166, 166A, 254E, 266, 293I                                 |
| 8  | Kisfaludy utca                                        | 18 | 166, 166A, 184, 254E, 266, 284E, 293I                           |
| 9  | Damjanich utca                                        | 17 | 166, 166A, 254E, 266, 293I                                      |
| 10 | Alacskai úti lakótelep                                | 16 | 166, 166A, 182, 254E, 266, 282E, 293I                           |
| 12 | Alacskai út                                           | ∫  | 166, 166A, 182, 254E, 266, 282E                                 |
| 13 | Tölgy utca (↓) Alacskai út (↑)                        | 15 | 166, 166A, 182, 254E, 266, 282E                                 |
| 14 | Halomi út (↓) Királyhágó út (↑)                       | 14 | 166, 166A, 182, 266, 282E                                       |
| 15 | Tarkő utca                                            | 13 | 182, 282E                                                       |
| 16 | Nagyenyed utca                                        | 12 | 182, 282E                                                       |
| 17 | Olt utca                                              | 11 | 182, 282E                                                       |
| 18 | Gyékény tér                                           | 9  | 182, 282E                                                       |
| 19 | Dalmady Győző utca                                    | 8  | 182, 183, 282E                                                  |
| 20 | Sas utca                                              | 7  | 182, 183, 282E                                                  |
| 21 | Gilice tér                                            | 6  | 182, 183, 282E                                                  |
| 22 | Vaskút utca                                           | ∫  | 198                                                             |
| ∫  | Varjú utca                                            | 5  | 182, 183, 184, 198, 282E, 284E                                  |
| 23 | Szent Lőrinc-telep                                    | ∫  | 36, 198                                                         |
| ∫  | Dobozi utca                                           | 4  | 182, 183, 184, 198, 282E, 284E                                  |
| 24 | Fiatalság utca                                        | ∫  | 36, 136E                                                        |
| ∫  | Wlassics Gyula utca                                   | 3  | 182, 183, 184, 198, 282E, 284E                                  |
| 25 | Margó Tivadar utca                                    | ∫  | 36, 93, 136E                                                    |
| ∫  | Szarvas csárda tér                                    | 2  | 50 93, 182, 183, 184, 193E, 198, 217, 217E, 282E, 284E          |
| 27 | Kossuth Lajos utca                                    | ∫  | 50 36, 93                                                       |
| ∫  | Jókai Mór utca                                        | 1  | 93, 182, 183, 184, 198, 217, 217E                               |
| 29 | Pestszentlőrinc, Szakorvosi Rendelőintézet végállomás | 0  |                                                                 |